# Bozoğlak, Kemah
Bozoğlak là một xã thuộc huyện Kemah, tỉnh Erzincan, Thổ Nhĩ Kỳ. Dân số thời điểm năm 2010 là 88 người.